# Stegnospermataceae
Classification APG III (2009)
Famille
La petite famille des Stegnospermataceae (Stégnospermatacées) regroupe des plantes dicotylédones ; elle comprend 3 espèces du genre Stegnosperma.
Ce sont des arbustes et des lianes, succulentes, à feuilles alternes, des zones arides des régions subtropicales à tropicales, originaires d'Amérique centrale, du Mexique et des Antilles.

## Étymologie
Le nom vient du genre type Stegnosperma composé des mots grecs στεγνός / stegnos, "qui couvre, couvert", et σπέρμα / sperma, "graine", en référence à l'arille, enveloppe charnue, qui recouvre la graine.

## Classification
La classification phylogénétique situe cette famille dans l'ordre des Caryophyllales.
Cette famille n'existe pas en classification classique qui assigne ce genre à la famille des Phytolaccaceae

## Liste des genres
Selon Angiosperm Phylogeny Website (4 mai 2010), NCBI (4 mai 2010) et DELTA Angio (4 mai 2010) :
- genre Stegnosperma Benth.

## Liste des espèces
Selon NCBI (4 mai 2010) :
- genre Stegnosperma
  - Stegnosperma cubense
  - Stegnosperma halimifolium